# Huaxiibacter
Genre
Huaxiibacter est un genre de bacilles Gram négatifs (BGN) de la famille des Enterobacteriaceae. Son nom fait référence à la région de Huaxi en Chine.
En 2022 c'est un genre monospécifique, l'unique espèce connue Huaxiibacter chinensis He et al. 2022 étant également l'espèce type du genre.